# 대전새미래초등학교
대전새미래초등학교는 대한민국 대전광역시 유성구에 있는 초등학교다.

## 학교 연혁
- 2014. 09. 01 초등학교 6학급, 유치원 2학급으로 개교
- 2015. 03. 01 초등학교 10학급, 특수학급 1학급, 유치원 2학급으로 편성
- 2015. 09. 01 초등학교 13학급, 특수학급 1학급, 유치원 2학급으로 편성
- 2016. 03. 01 초등학교 21학급, 특수학급 2학급, 유치원 2학급으로 편성
- 2017. 03. 01 초등학교 22학급, 특수학급 2학급, 유치원 2학급으로 편성
- 2018. 03. 01 초등학교 24학급, 특수학급 2학급, 유치원 2학급으로 편성
- 2019. 03. 01 초등학교 32학급, 특수학급 2학급, 유치원 2학급으로 편성

## 참고 자료
- 대전새미래초등학교 - 한국교육학술정보원 학교알리미